# Hype: The Time Quest
Hype: The Time Quest är ett äventyrsspel av Playmobile Interactive. Spelet släpptes år 1999 i samband med Alex Builds His Farm (1999), som är baserat på den medeltida borgen och leksaksserie från Playmobile.
Spelet kretsar kring Hype, en riddare i 24-årsåldern i tjänst hos kung Taskan IV, som efter en tidsresa bakåt i tiden försöker återvända till sin egen tid för att rädda kungariket från den onde svarte riddaren Barnak. Spelet är regisserat av Alian Tascan, med trettiotvå olika röstskådespelare samt originalmusik av Robbi Finkel.